# Langhügel

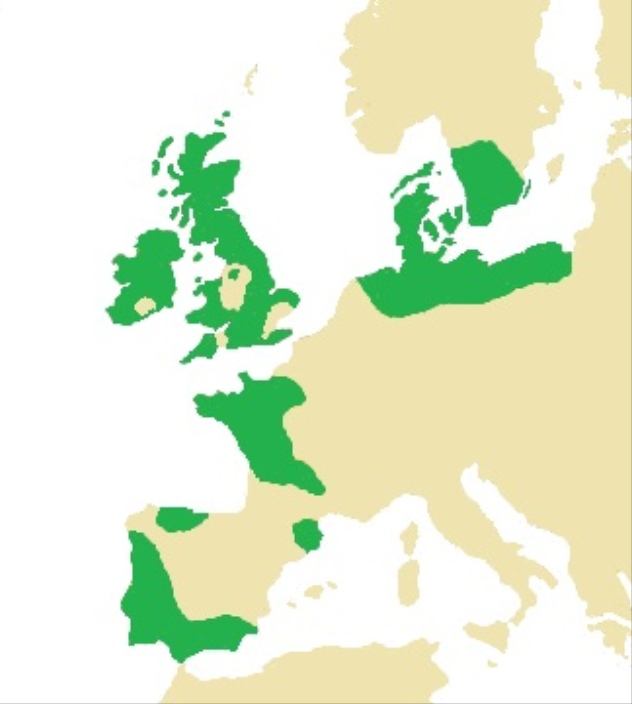
Langhügelverbreitung

Langhügel (dänisch Langhøje; schwedisch Långhögar) sind eindeutige Zeichen der Neolithisierung Dänemarks, des Norddeutschen Tieflandes und Südskandinaviens nach dem Übergang von der Mittel- zur Jungsteinzeit. Bis etwa 3.800 v. Chr. wurden die Toten in runden Erdgräbern bestattet. Das Männergrab von Dragsholm auf Seeland ist eines der ältesten der dänischen Jungsteinzeit. Der Bau der meist 80–90 m (im Einzelfall bis etwa 200 m) langen Hügel, unter denen ein geringer Teil der Wohnbevölkerung beigesetzt wurde, zeigt einen Wandel im Bestattungsbrauch, der seit etwa 4000 v. Chr. ansässigen Trichterbecherkultur (TBK), der ersten bäuerlichen Bevölkerung Nordmittel- und Nordeuropas.

## Beschreibung
Die Hügel wurden in Bezug auf das Design und die Größe in einigen Variationen gefunden (Literatur: Kjærum 1977, Stürup 1965). Aber sie haben auch eine Anzahl von Gemeinsamkeiten. Der Hügel konnte von einer rechteckigen oder trapezförmigen Palisade eingerahmt sein, und der Grundriss war oft kammerartig aufgeteilt. Am östlichen Ende des Hügels gab es oft eine Fassade aus Hartholz. Heute sind in Dänemark etwa 40 dieser Langhügel bekannt. Sie werden vor allem in den westlichen Teilen des Landes gefunden, sind aber auch aus Ost-Dänemark bekannt, wo sie jedoch wegen der Bevölkerungsdichte anfälliger für Zerstörung waren.

## Typ Konens Høj
Die unter dem Begriff „Typ Konens Høj“ (Frauen-Hügel – nach einem Fundort am Stubbe Sö in Djursland) bekannten Hügel mit hölzerner Endkammer wurden auf Jütland, Fünen sowie in Gauteng und Lindebjerg auf Seeland gefunden. Weitere Beispiele sind Barkjr auf Djursland mit rechteckiger Form, Bygholm Nørremark in der Nähe von Horsens mit gerundeten Enden, einer der Thorsø Høje, die beiden Givehøje und die 70 bzw. 50 m langen Langhøjene i Østervoer in Mitteljütland und der Hov Dås in Thy. Etwas später begann der Bau von Megalithanlagen, darunter auch die kammerlosen Hünenbetten, als deren Vorgänger die Langhügel anzusehen sind. Von der Elbe bis an den Oberlauf der Weichsel finden sich die oftmals mit Langhügeln versehenen Anlagen vom Niedźwiedź-Typ (NTT).

## Typ Troelstrup
Eine andere Art von Grabhügel wurde unter anderem bei Skive gefunden (Skibshøj). Der Hügel war 70 m lang und enthielt außerdem ein zerstörtes Hünengrab aus späterer Zeit. Der Langhügel enthielt eine rechteckige Kammer, die an einem Ende offen war. Die geschlossenen Seiten waren aus gestapelten Steinen gebaut. Die Decke bestand aus Holzplanken. Vor der Kammer lag ein gepflasterter Vorplatz. In der Grabkammer ruhten auf einem Bett aus Ästen und Zweigen fünf Menschen. Sie lagen Schulter an Schulter mit den Füßen in Richtung Eingang. Der älteste war zwischen 20 und 30 Jahre alt. Die Kinder waren etwa elfeinhalb und zwei Jahre alt, eines war ein Neugeborenes. Die wenigen Beigaben bestanden aus Stücken einer Feuersteinaxt, die auf der Brust eines der Kinder lag, sowie einigen kleinen Bernsteinstücken. Es gab einen Raum, wo weitere Grabbeigaben gelegen haben können. Sie sind allerdings nicht erhalten, denn nach der Beerdigung wurde die Kammer absichtlich niedergebrannt.
Neben diesen beiden Arten sind auch Gräber bekannt, die aus einem Plankensarg bestanden haben kann. Bei Ausgrabungen stellt man manchmal ein Steinlager fest. Vermutlich ein Steinrahmen der den völlig vergangenen Holzsarg unterstützte. Die Art von ist vom Langhügel auf Bygholm Nørremark und Ravning Mark in Jütland und von Stengade auf Langeland bekannt.

## Kontext
In Schleswig-Holstein (Langhügel von Tinnum) sollen mindestens 3.000 überhügelte Grabbauten vorhanden gewesen sein, welche allerdings größtenteils zerstört sind. Jürgen Hoika zählte im Jahr 1990 noch 207 Langbetten, für die er eine Durchschnittslänge von 40 m ermittelte. Neun von ihnen sind länger als 100 m. Bei Borgdorf Kreis Rendsburg-Eckernförde, wurde ein 199 m langes Langbett ausgegraben, ohne dass der Gesamtbefund zu erfassen war. Die enormen Längen finden Entsprechungen in den Einhegungen vom Typ Passy in Frankreich, wo sogar Längen von über 300 m beobachtet wurden.

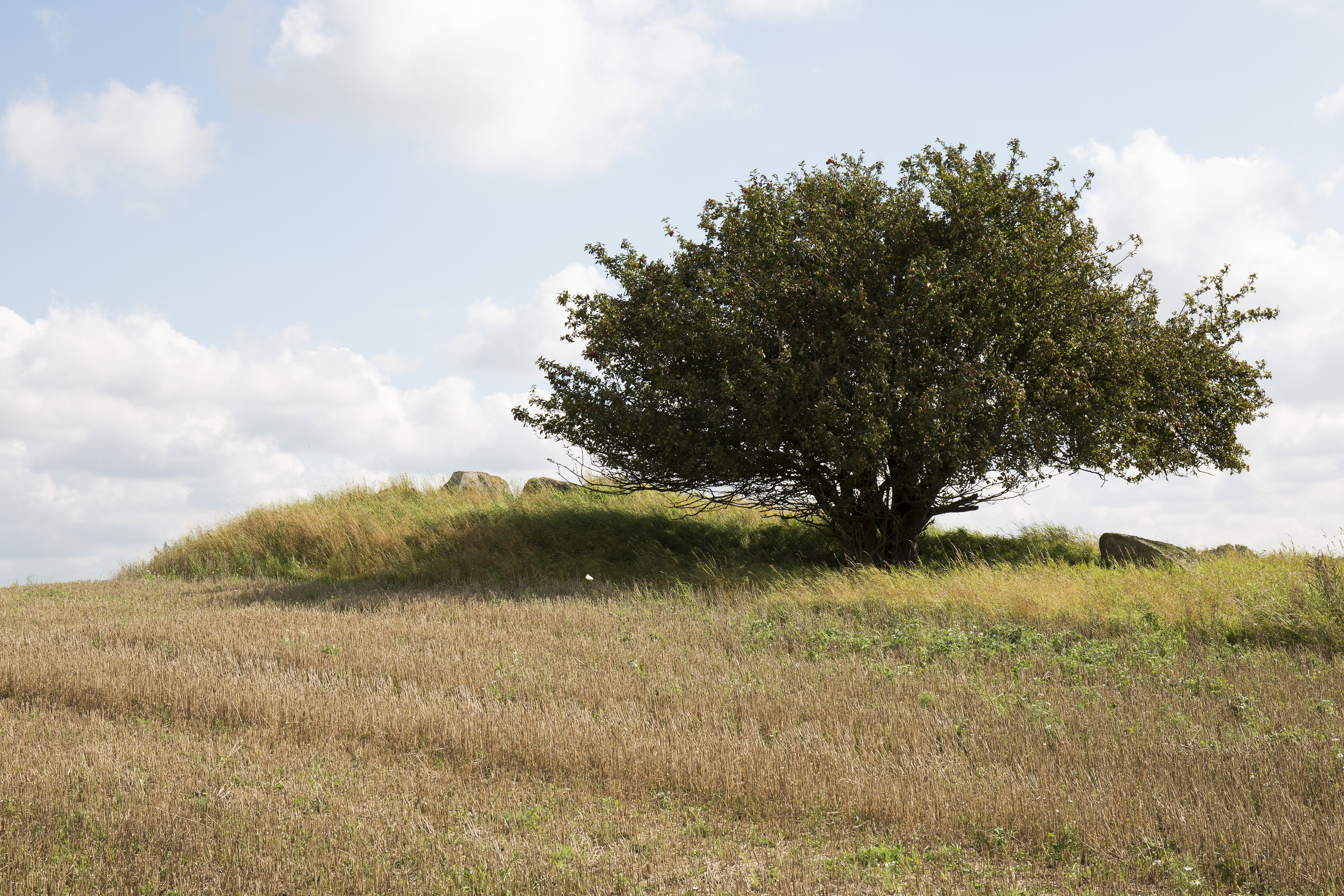
Jättegraven

Ulrich Veit und Christoph Kümmel sprechen von „frühen Monumentalgräbern“, die zuerst im Westen Frankreichs auftauchen. Eine irgendwie geartete Beeinflussung, wie sie Colin Renfrew für den gesamten Komplex postulierte, ist allerdings widerlegt. Die zeitnahen ähnlichen Formen in England werden, obwohl ebenfalls unmegalithisch, der Kultur zugerechnet, die parallel Megalithanlagen errichtete. Dies trifft auch auf die Anlagen der TBK zu, die zwischen 3500 und 2800 v. Chr. beide Formen (Stein- und Erde-Holzkonstruktionen), ressourcenhalber, jedoch zumeist in getrennten Regionen bauten bzw. nutzten. In Polen und im Elbe-Saalegebiet sind die unter dem Namen Anlagen vom Niedźwiedź-Typ (NTT) errichteten Pfostenbauten (darunter auch Langhügel) verbreitet.
Auch in Schweden gab es Langhügel. Das Jättegraven östlich von Trelleborg und Örnkulladösen östlich von Oxie in Schonen, wurde untersucht. In beiden konnte eine älteste Langhügelphase erkannt werden.
Theorien über die Bedeutung der Langhügel stammen von Colin Renfrew 1984, Ian Hodder 1990 und Christopher Tilley 1994. Sie konnten sich alle nicht durchsetzen.